# Charles mort ou vif
Charles mort ou vif è un film del 1969 diretto da Alain Tanner.

## Distribuzione
Fu presentato nella Settimana internazionale della critica del 22º Festival di Cannes.

## Riconoscimenti
- Pardo d'Oro all'unanimità 1969 al Festival del cinema di Locarno